# 风平浪静
《风平浪静》（英語：Back to the Wharf），又名《重回西园码头》或《重返西园码头》，是由李霄峰导演，章宇、宋佳、王砚辉主演的中国大陆犯罪片，于2020年11月6日在中国大陆上映。

## 演出
- 章宇 出演 宋浩
- 周政杰 出演 青年宋浩
- 宋佳 出演 潘晓霜
- 王砚辉 出演 宋建飞
- 李鸿其 出演 李唐
- 高宇航 出演 青年李唐
- 邓恩熙 出演 万小宁
- 陈瑾 出演 宋浩的母亲
- 张建亚 出演 张校长
- 叶青 出演 江帆

## 制作
片方邀请黄渤出演宋浩的父亲，黄渤因年龄不适合而推辞，“想会会章宇，就来了”，出任片方的监制。2020年7月16日，片方宣布杀青，人物黑白色调海报公布。10月27日，预告片公布。10月29日，伍佰演出的推广曲《风平浪静》MV公布。11月2日，李雪琴演出的推广曲《敬你》公布。

## 曲目
| 曲序 | 曲目                   |                | 作曲         | 歌手   |
| ---- | ---------------------- | -------------- | ------------ | ------ |
| 1.   | 《风平浪静》（推广曲） | 陈永淘、李霄峰 | 陈淘、钱雷   | 伍佰   |
| 2.   | 《敬你》（推广曲）     | 董玉方         | 许飞、高文浩 | 李雪琴 |

## 上映
《风平浪静》入围第23届上海国际电影节、第4届平遥国际电影展、华语青年电影周开幕影片、第4届澳门国际影展主竞赛单元、第42届开罗国际电影节。
豆瓣评分6.4分。
该片上映两周票房突破7600万，居2020年国产电影票房榜前十名。

## 外部连接
- 豆瓣电影上《风平浪静》的資料 （简体中文）
- 时光网上《风平浪静》的資料（简体中文）
- 互联网电影数据库（IMDb）上《风平浪静》的资料（英文）